# Char Us nuur
Char Us nuur (Char Us znaczy „czarna woda”), też Chara-Us-Nur, Chara-Usny-Nur, Khar-Us Nuur – słodkowodne, przepływowe jezioro w północno-zachodniej Mongolii, w Kotlinie Wielkich Jezior.
Trzecie jezioro Mongolii pod względem powierzchni (1486 km²). Posiada bardzo duże zasoby ryb. Na jeziorze znajduje się wiele wysp, w tym duża wyspa Ak-Basz wielkości 25 × 20 km i powierzchni 274 km². Do jeziora uchodzi największa rzeka Mongolii zachodniej Chowd gol, tworząc przy ujściu rozległą deltę.
Jezioro objęte jest ochroną w ramach założonego w 1997 roku Parku Narodowego Char Us nuur.